# Установка фракціонування в Йоккаїті
Установка фракціонування в Йоккаїті – складова виробничого майданчика компанії Japan Synthetic Rubber у портовому місті Йоккаїті на острові Хонсю (узбережжя затоки Ісе).
Введена в експлуатацію у 1960 році, установка фракціонування бутадієну в Йоккаїті стала першим подібним виробництвом компанії Japan Synthetic Rubber (JSR), випередивши на кілька років об’єкти у Тіба та Касімі. Необхудну для її роботи бутилен-бутадієнову фракцію (фракція С4) подає розташована неподалік установка парового крекінгу концерну Tosoh (раніше в Йоккаїті також працювало піролізне виробництво Mitsubishi, проте його закрили ще на початку 2000-х).
Йоккаїтська установка JSR має потужність з вилучення 148 тисяч тонн бутадієну на рік. Він споживається на цьому ж майданчику для виробництва стирен-бутадієнового каучуку (255 тисяч тонн), латексу (120 тисяч тонн), акрилонітрилбутадієнстиролу (250 тисяч тонн) та спеціальних стирен-бутадієнових полімерів (70 тисяч тонн).